# GAG Immobilien

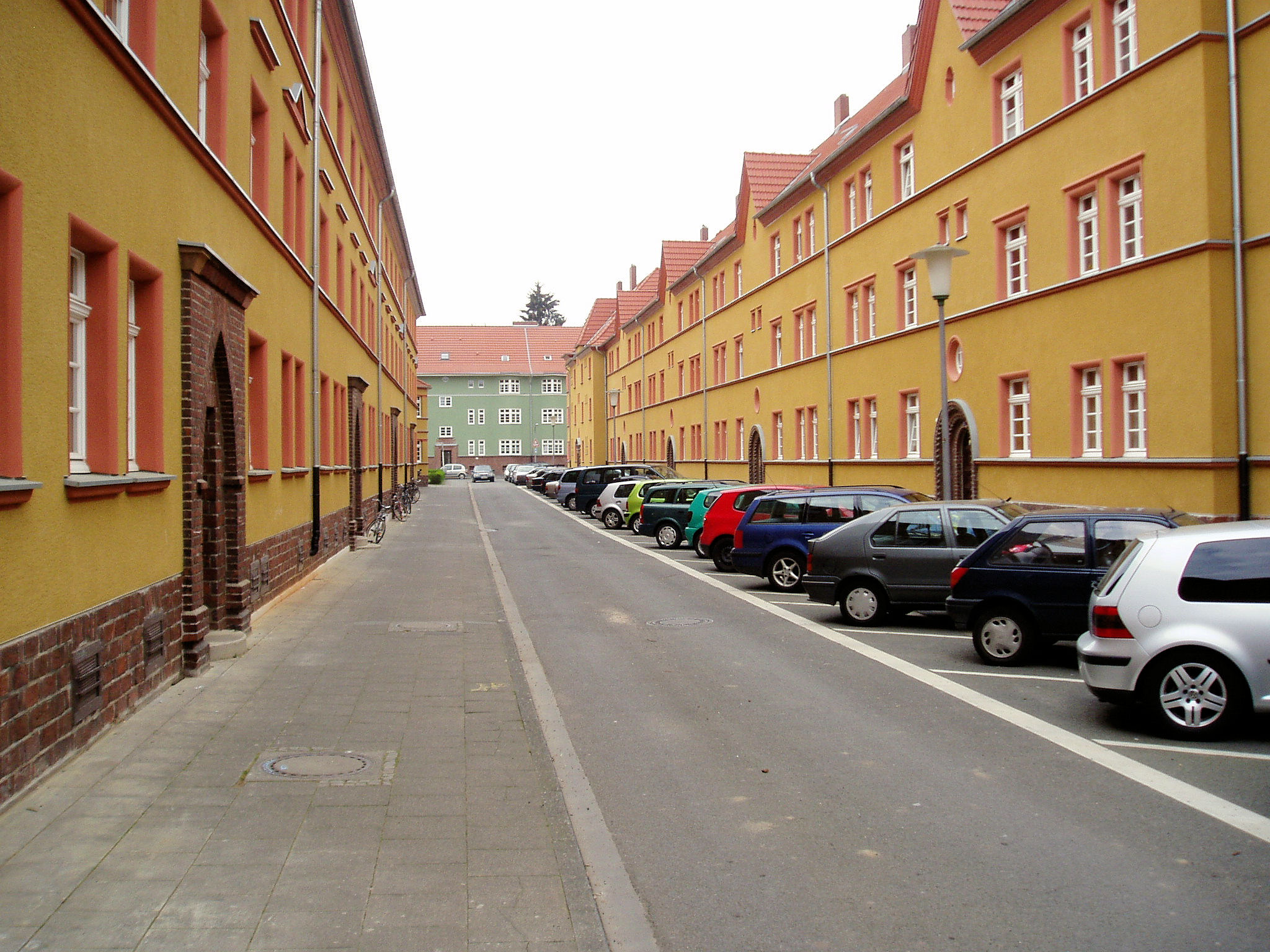
Germania-Siedlung
in Köln-Höhenberg, Erfurter Straße (Foto: 2007)

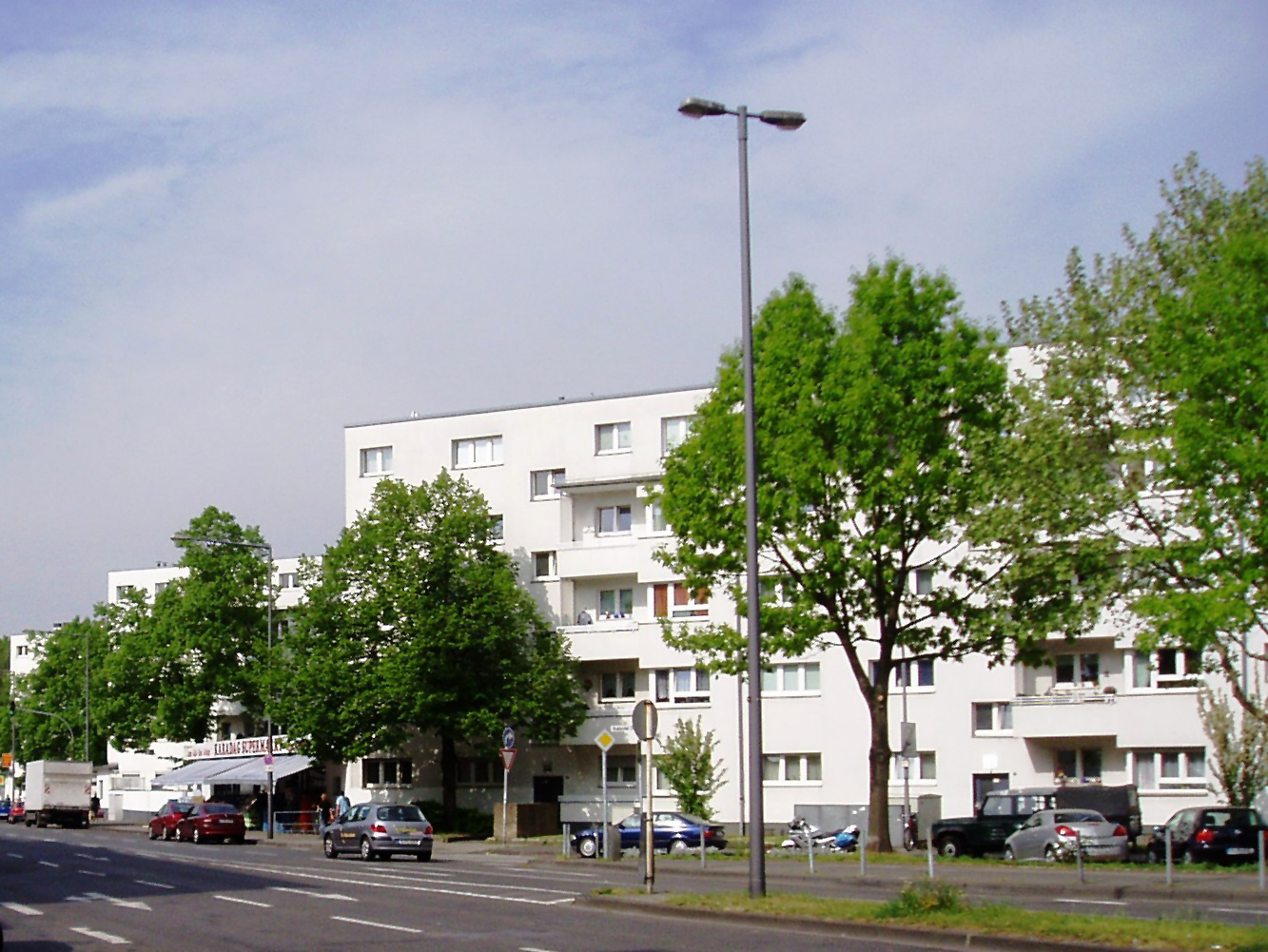
Die Weiße Stadt
in Köln-Buchforst, Waldecker Straße (Foto: 2007)

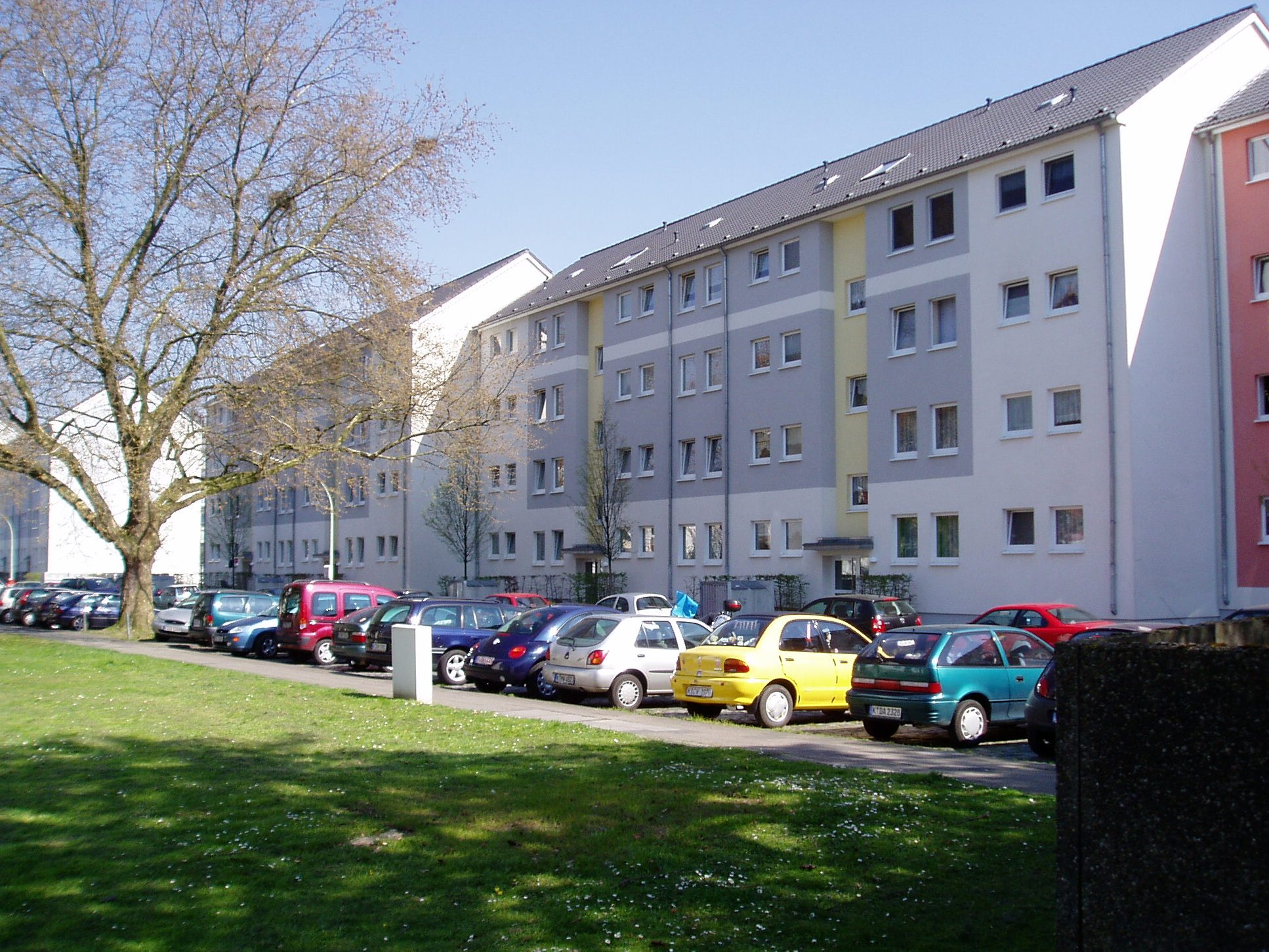
Kernsanierte Wohnhäuser
in Köln-Vingst, Thorwaldsen Straße (Foto: 2007)

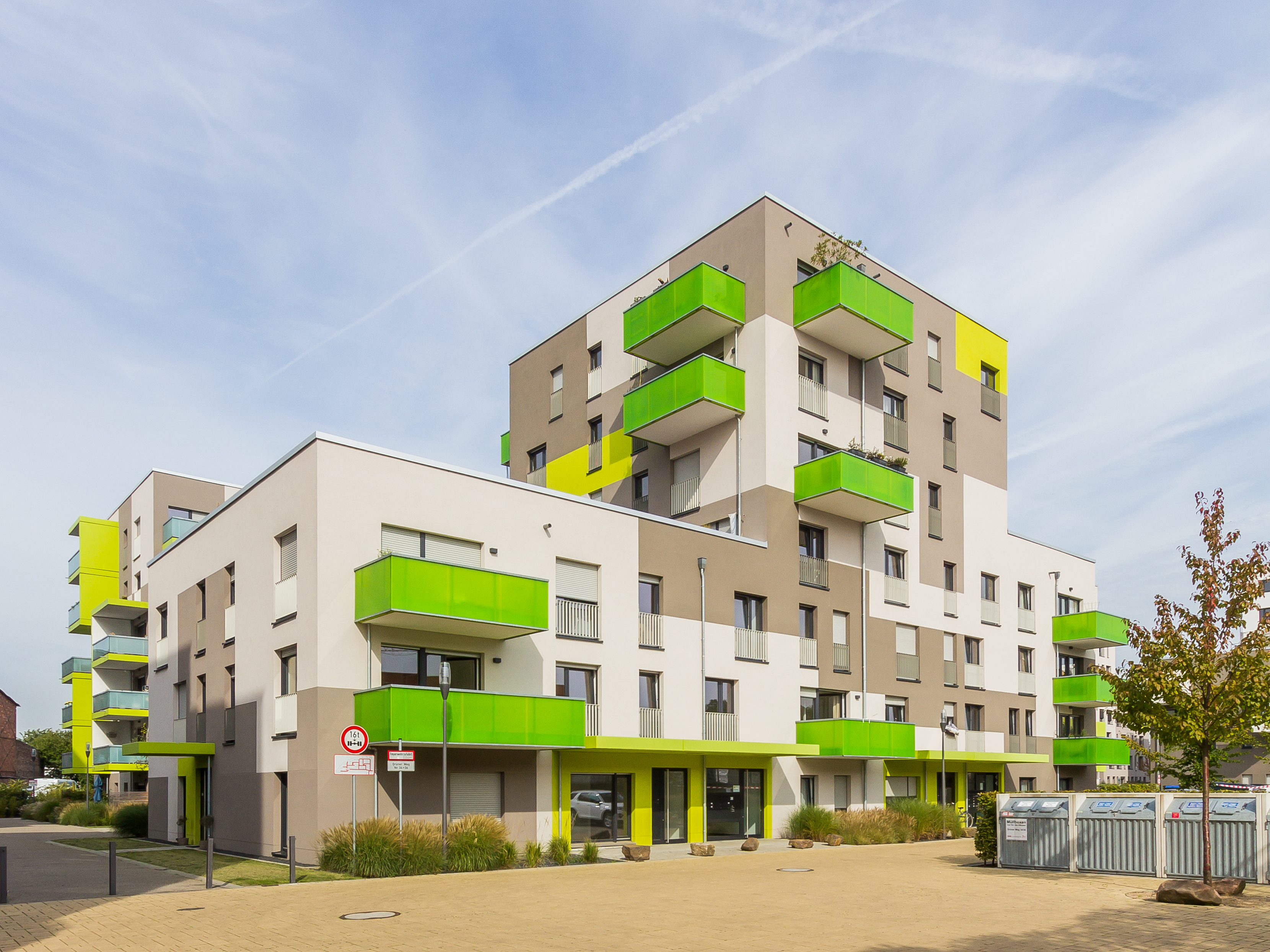
Siedlung Grüner Weg, Köln-Ehrenfeld (Foto: 2017)

Die GAG Immobilien AG ist das größte Wohnungsunternehmen im Raum Köln. Die Gesellschaft besitzt 43 530 Wohnungen und 679 Gewerbeeinheiten. Mit über 88 % ist die Stadt Köln der Hauptaktionär des Unternehmens.

## Geschichte

### Gründung
Durch die fortschreitende Industrialisierung Kölns am Anfang des 20. Jahrhunderts wurde zweckmäßiger und billiger Wohnraum für die Beschäftigten der Fabriken benötigt. Deshalb wurde im Jahre 1913 auf Initiative des Beigeordneten Wilhelm Greven, welcher auch erster Vorsitzender wurde, die Gemeinnützige Aktiengesellschaft für Wohnungsbau (GAG) mit einem Stammkapital von 1,22 Mio. Reichsmark gegründet. Unterstützung erhielt er von Konrad Adenauer, dem damaligen Stellvertreter des Kölner Oberbürgermeisters Max Wallraf. Die Stadt erhielt 50 % der Aktien, die Industriellen Arnold von Guilleaume, Adolf Lindgens, Alfred Neven DuMont sen. und Ernest Cassel waren die Hauptaktionäre. Das Grundkapital der Gesellschaft wurde zu 99,5 % durch die Gemeinnützige Baugenossenschaft Köln gestellt.
Zum Vorsitzenden des Aufsichtsrates wurde der Kölner Oberbürgermeister Max Wallraf und zum Stellvertreter der Kommerzienrat Louis Hagen gewählt. Im ersten Aufsichtsrat aus 15 Herren waren u. a. folgende Personen vertreten: Bruno Matzerath, Carl Rehorst, Heinrich Krings, Heinrich Stinnes, Arnold von Guilleaume, Adolf Lindgens junior und der Bankier Simon Alfred von Oppenheim.

### Die frühen Bauprojekte
Das erste große Bauprojekt der Gesellschaft war die Siedlung I in Bickendorf mit 578 Wohnungen, welche unmittelbar nach der Gründung ausgeschrieben wurde. Den Zuschlag erhielten die Architekten Caspar Maria Grod, Leo Kaminski und Wilhelm Riphahn für ihren Entwurf „Lich, Luff un Bäumcher“ (Licht, Luft und Bäumchen). Dieses Motto wurde in den Folgejahren für den gesamten sozialen Wohnungsbau Kölns angewendet. Anschließend wurden weitere Wohnsiedlungen im „Heimatstil städtischer Prägung“ gebaut, unter anderem:
- Nibelungen-Siedlung in Nippes-Nord, heutiges Mauenheim (1919)
- Germania-Siedlung in Höhenberg (1919 bis 1928)
- Milchmädchensiedlung in Poll (1919 bis 1921)
- Grüner Hof in Mauenheim (1922 bis 1924)
- Siedlung Bickendorf II (1923 bis 1938)
- Naumannsiedlung in Riehl (1927 bis 1929)
- Siedlung Zollstock in Zollstock (1927 bis 1930)
- Blauer Hof (1926/1927) und Weiße Stadt am Kalkerfeld, heutiges Buchforst (1927 bis 1932)

### Wohnungsbau zur Zeit der Weltwirtschaftskrise
Durch die hohe Arbeitslosigkeit der anhaltenden Weltwirtschaftskrise wurde am Anfang der 1930er-Jahre das Wohnbaukonzept des Unternehmens auf Stadtrand- oder Erwerbslosensiedlungen umgestellt, da die Regierung des Deutschen Reiches unter Kanzler Brüning nicht davon ausging, dass alle Erwerbslosen wieder ins Berufsleben zurückkehren würden. So wurden in Poll, Höhenhaus, Volkhoven und Vogelsang Siedlungen im Selbstbau mit landwirtschaftlicher Zusatzversorgung errichtet. Den Einfamilienhäusern wurden jeweils ein zirka 700 Quadratmeter großes Grundstück zugeordnet, sodass es den Mietern möglich war, ihre eigene Lebensmittelversorgung sicherzustellen. Diese Häuser wurden vornehmlich an kinderreiche Familien vermietet.

### Nach dem Zweiten Weltkrieg
Bedingt durch die Bombenangriffe des Zweiten Weltkrieges wurde in Köln schnellstmöglich Ersatzwohnraum benötigt. Seitens der zweiten Städtischen Wohnungsbaugesellschaft der Grund und Boden AG wurden unter anderem in Buchheim, Ossendorf und Vingst dreigeschossige Übergangshäuser in Einfachbauweise errichtet. Diese Häuser sollten nur bis zur Fertigstellung von qualitativ besseren Wohnraum genutzt werden. Typisch für diese Gebäude waren kleine Wohnungsgrößen und die Erschließung der Wohnungen durch Laubengänge. Seither haftet in Köln Bauten mit Laubengängen allgemein ein Unterschichts-Stigma an.
In den 1950er und 1960er Jahren wurde von der GAG zahlreiche Großsiedlungen in Buchheim, Dünnwald, Stammheim, Ostheim, Vingst und Zollstock gebaut die meistens aus drei- bis viergeschossigen Wohnhäusern aber auch aus achtgeschossigen Hochhäusern bestanden. Außerdem wurden bestehende Siedlungen, wie zum Beispiel in Vogelsang und Ossendorf erweitert.

### Von 1970 bis heute
In den 1970er-Jahren war der erhöhte Wohnraumbedarf der Kölner Bevölkerung befriedigt, so dass seitens des Unternehmens nur noch kleinere Wohnsiedlungen gebaut wurden. Die GAG verwaltete in den 1980er-Jahren bis zu 50.000 Wohnungen im Kölner Stadtgebiet. Seit Mitte der 1990er-Jahre wurden die meisten der Wohnhäuser umfangreich saniert, teilweise abgerissen und mit Neubauten ersetzt. Einige modernisierte Wohnungen sowie ein Großteil der Neubauten wurden und werden den Mietern zum Kauf angeboten. Infolgedessen wurden die Wohngebäude der Gemeinnützige Wohnungsgesellschaft AG und der zweiten Städtischen Wohnungsbaugesellschaft Grund und Boden im Jahre 2001 in die neu firmierte GAG Immobilien AG integriert. Das Geschäftsfeld der neuen GRUBO ist die Baubetreuung und -ausführung.
In den Jahren 2002 und 2003 sorgte der Plan der regierenden CDU/FDP-Koalition den gesamten Wohnungsbestand des Konzerns für 420 Millionen Euro an Terra Firma Capital Partners II zu verkaufen für zahlreiche Proteste der Mieter und deren Unterstützer. Nachdem ein Bürgerbegehren seitens des Rates für nicht rechtmäßig angesehen wurde, scheiterte der Ratsbeschluss in zwei Sitzungen, der für den Verkauf notwendig gewesen wäre, denn 3 Ratsmitglieder der CDU hatten mit der Opposition gegen den Verkauf gestimmt. Der u. a. per Landesliste MdB Rolf Bietmann trat aufgrund dieses Beschlusses als im Stadtrat CDU-Fraktionsvorsitzender zurück.

#### 2008
Vorstand Uwe Eichner bezeichnete 2008 rückblickend als gutes Geschäftsjahr. Nach einem Minus von 15,3 Millionen Euro im Jahre 2007 verbesserte sich das Konzernergebnis auf plus 17,9 Millionen Euro. Der GAG gehörten am 31. Dezember 2008 41 400 Wohnungen; die Durchschnittsmiete betrug 5,30 Euro; für 2009 plante man 5,51 Euro. 2008 wurden für Neubauten, Sanierungen und Renovierungen 221 Millionen Euro aufgewendet.
2009 prüfte die Staatsanwaltschaft, ob Vorstand Günther Ott juristisch zur Verantwortung gezogen werden müsse. Der GAG sei 2008 ein bilanzieller Schaden von drei Millionen Euro entstanden.

#### 2009
Der Geschäftsbericht 2009 trägt die Überschrift „Wohnen, Werte, Wandel“. Bei der Bilanzpressekonferenz im Mai 2010 betonten Vorstandsvorsitzender Uwe Eichner und die zwei neuen Vorstände Kathrin Möller und Sybille Wegreich vor allem den Wandel. Die GAG investierte in 2009 208 Millionen Euro, vermietete zum 31. Dezember 2009 42.099 Wohnungen und hatte eine Leerstandsquote von 6,39 Prozent. Immer mehr Mieter zahlen ihre Miete nicht oder nur teilweise – der GAG entgingen dadurch Mieteinnahmen in Höhe von 20,21 Millionen Euro.

#### 2010
Im Januar 2010 wurde Sybille Wegerich als neues drittes Vorstandsmitglied der GAG vorgestellt. Die GAG teilte mit, dass der Aufsichtsrat der GAG einen Anwalt damit beauftragt hat, eine außergerichtliche Schadensregulierung mit Günther Ott auszuhandeln.

#### 2013

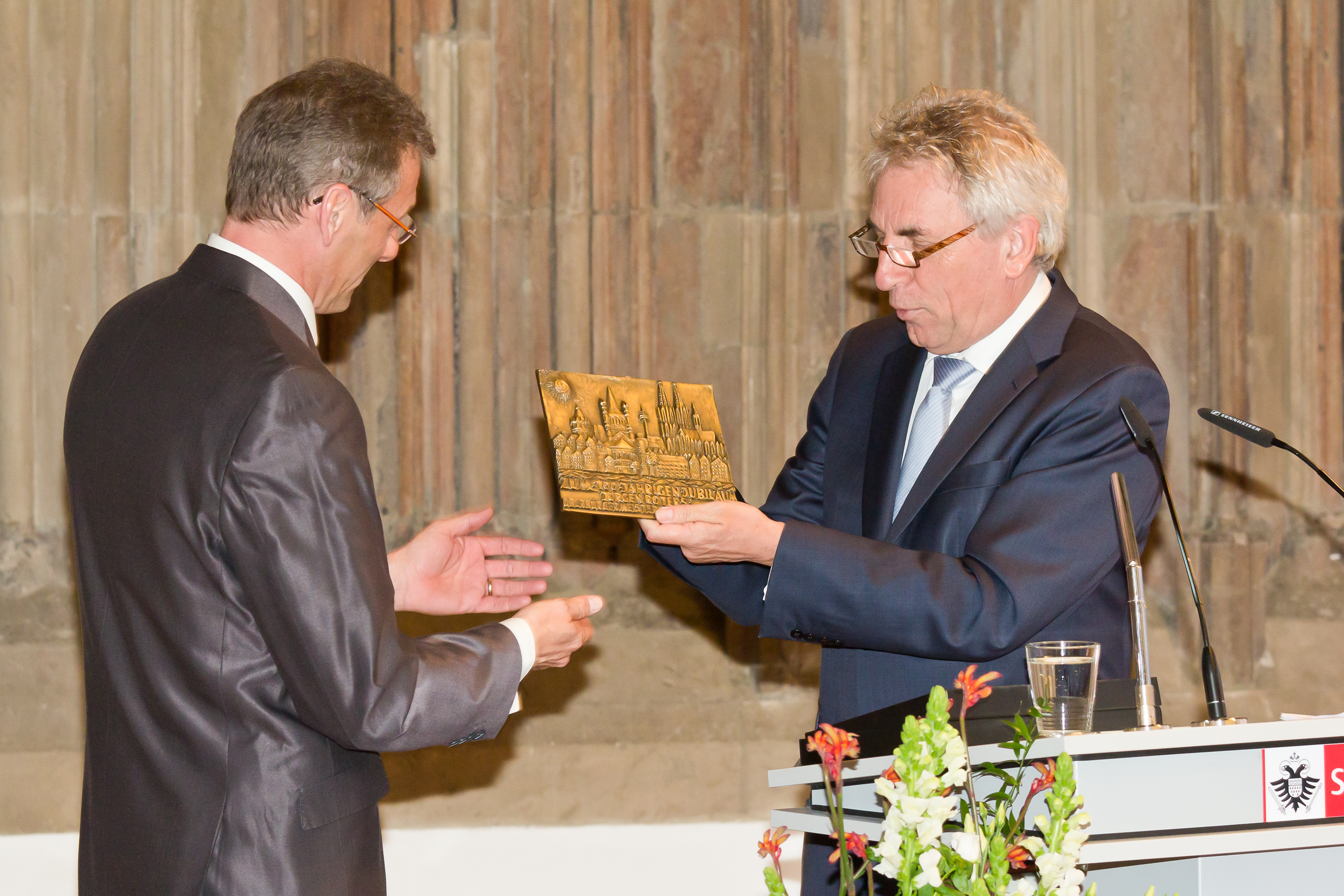
Festakt im Historischen Rathaus Köln: Oberbürgermeister Jürgen Roters überreicht Uwe Eichner, Vorstandsmitglied der GAG, eine Plakette als Geschenk.

Die GAG feierte ihren 100. Geburtstag. Eine Fotoausstellung wurde im Kölner Rathaus (Spanischer Bau) eröffnet, die im Laufe des Jahres 2013 durch die Bezirksrathäuser sowie der Stadtbibliothek Köln zieht.

#### 2014
2014 gab die GAG bekannt, dass eine neue Firmenzentrale bis zum Jahr 2018 in Kalk zwischen dem Odysseum und dem Parkhaus des Polizeipräsidiums entstehen werde.
Zum 30. Juni 2014 schied Sybille Wegerich aus dem Vorstand der GAG wieder aus und übernahm eine Vorstandstätigkeit bei dem Darmstädter Bauverein.

#### 2016
Die GAG kaufte für 47,1 Millionen Euro vor der Zwangsvollstreckungs stehende Wohnungs-Hochhäuser in Chorweiler mit 1 200 Wohnungen.

#### 2018
Das Landgericht Köln ordnete im Juli 2018 eine Sonderprüfung des Geschäftsjahres 2016 bei der GAG an, nachdem 16 Kleinaktionäre dies beantragt hatten. Die Antragsteller behaupten, die Stadt Köln, deren Anteil an der GAG 88,1 % beträgt, habe veranlasst, dass für die 2016 erworbenen Immobilien in Chorweiler der 2,6-fache Verkehrswert bezahlt wurde. Dadurch und durch Einräumung von Belegungsrechten an 9900 Wohnung an die Stadt Köln sei ihnen ein Schaden entstanden. Die GAG hatte dagegen Beschwerde beim Oberlandesgericht Köln eingereicht, die abgewiesen wurde.

## Beteiligungen
- Mietmanagementgesellschaft der GAG mbH, Köln, Stammkapital 25 000 €, 100 %
- GAG Servicegesellschaft mbH, Köln, Stammkapital 25 000 €, 100 %
- GAG Projektentwicklung GmbH, Köln, Stammkapital 100 000 €, 90 %
- Grund und Boden GmbH, Köln, Stammkapital 92 000 000 €, 62 % +10 % über die GAG Projektentwicklung GmbH
- modernes köln Gesellschaft für Stadtentwicklung mbH, Köln, Stammkapital 2 100 000 €, 25 % über die Grund und Boden GmbH

## Bilder

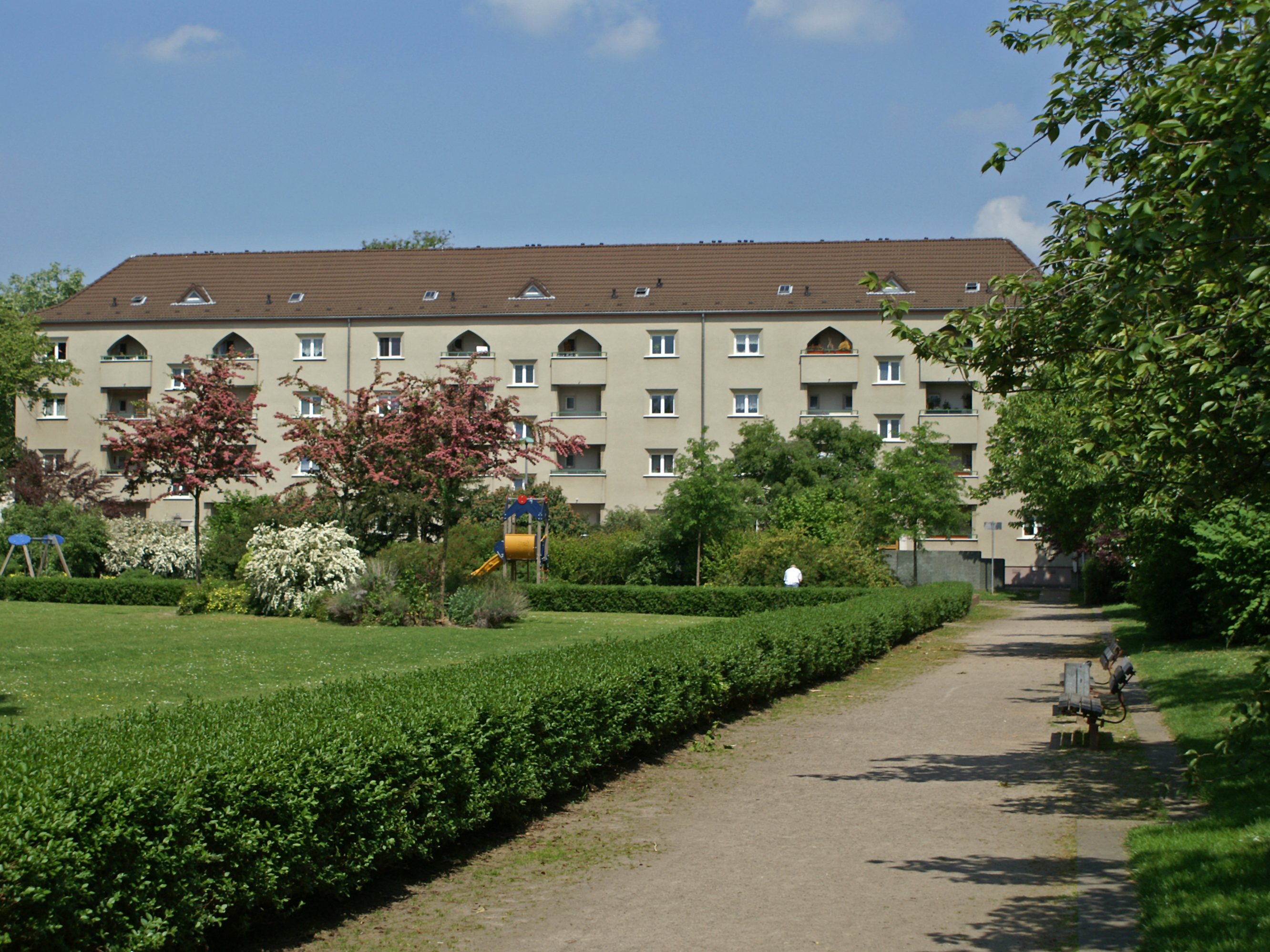
Grüner Hof in Köln-Mauenheim
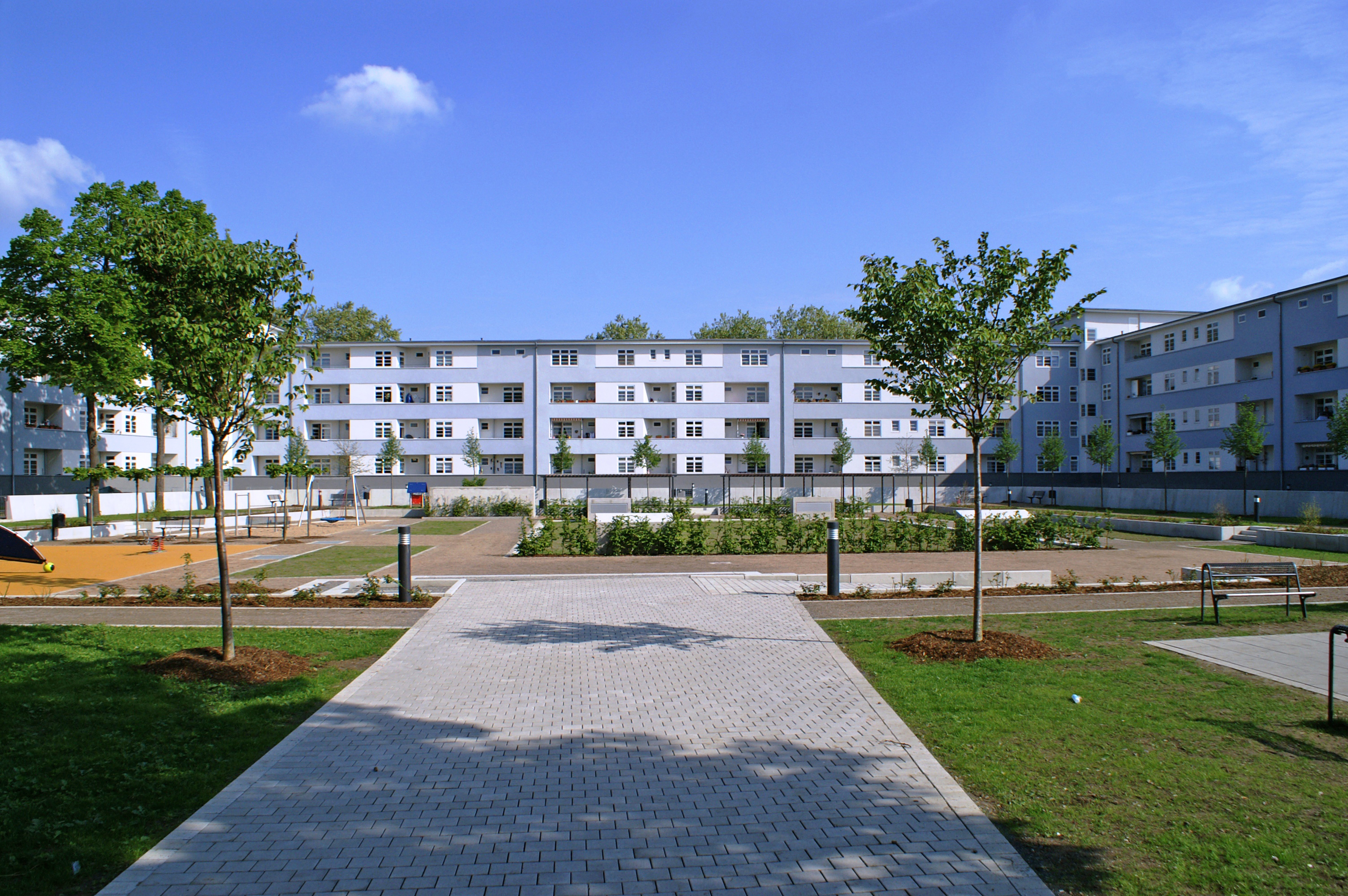
Blauer Hof in Köln-Buchforst
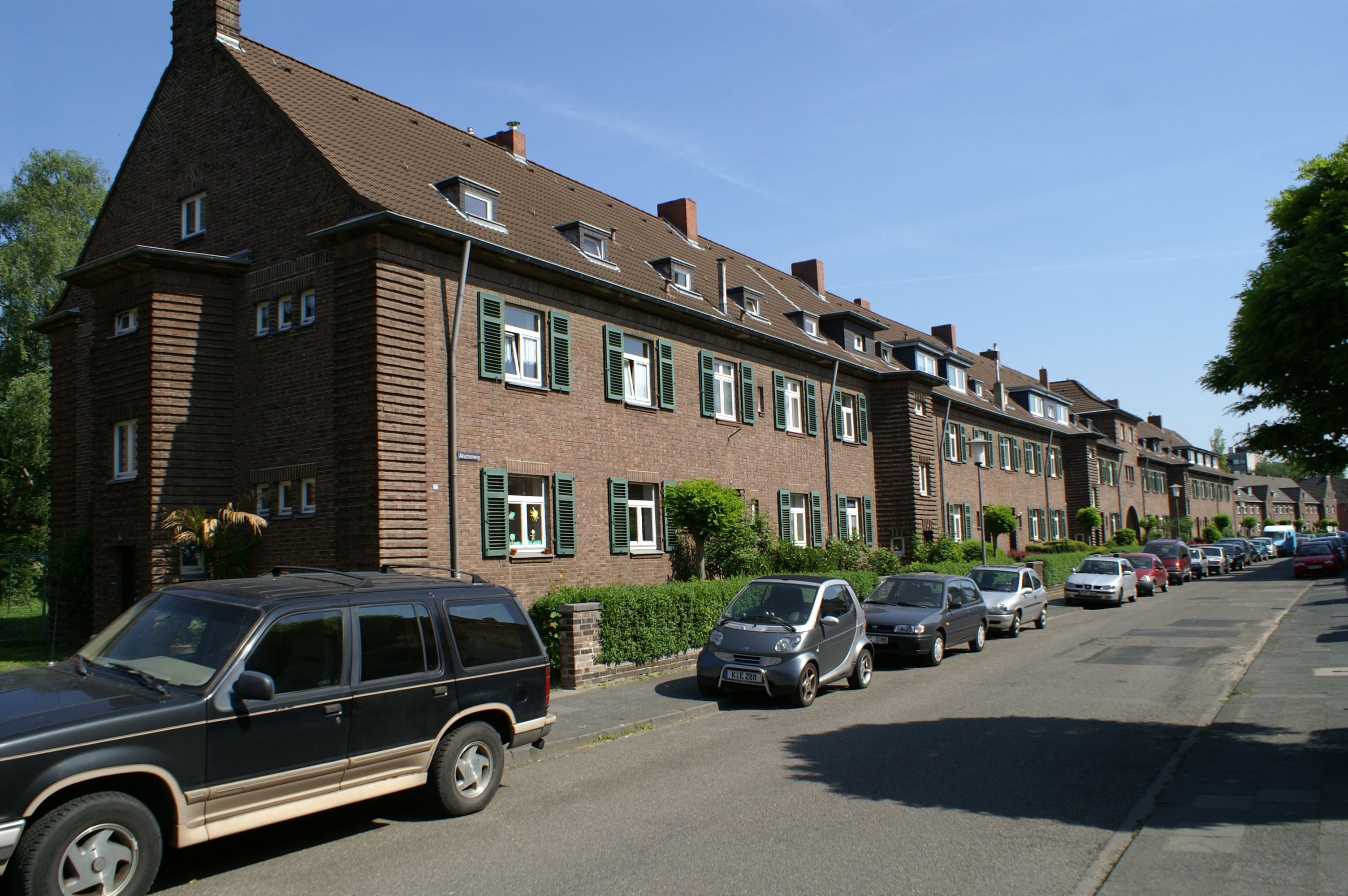
Siedlung Bickendorf I
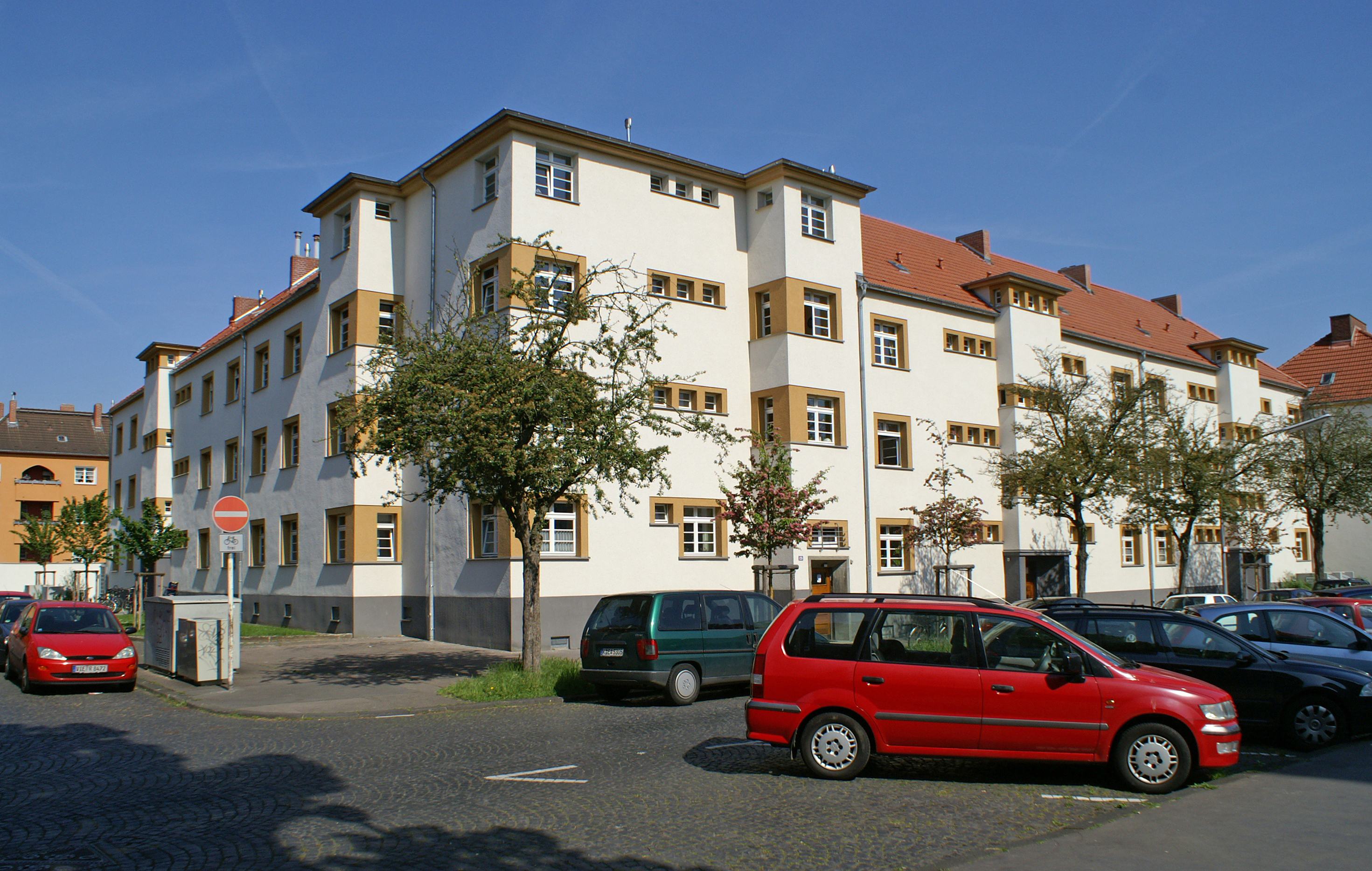
Siedlung Bickendorf II
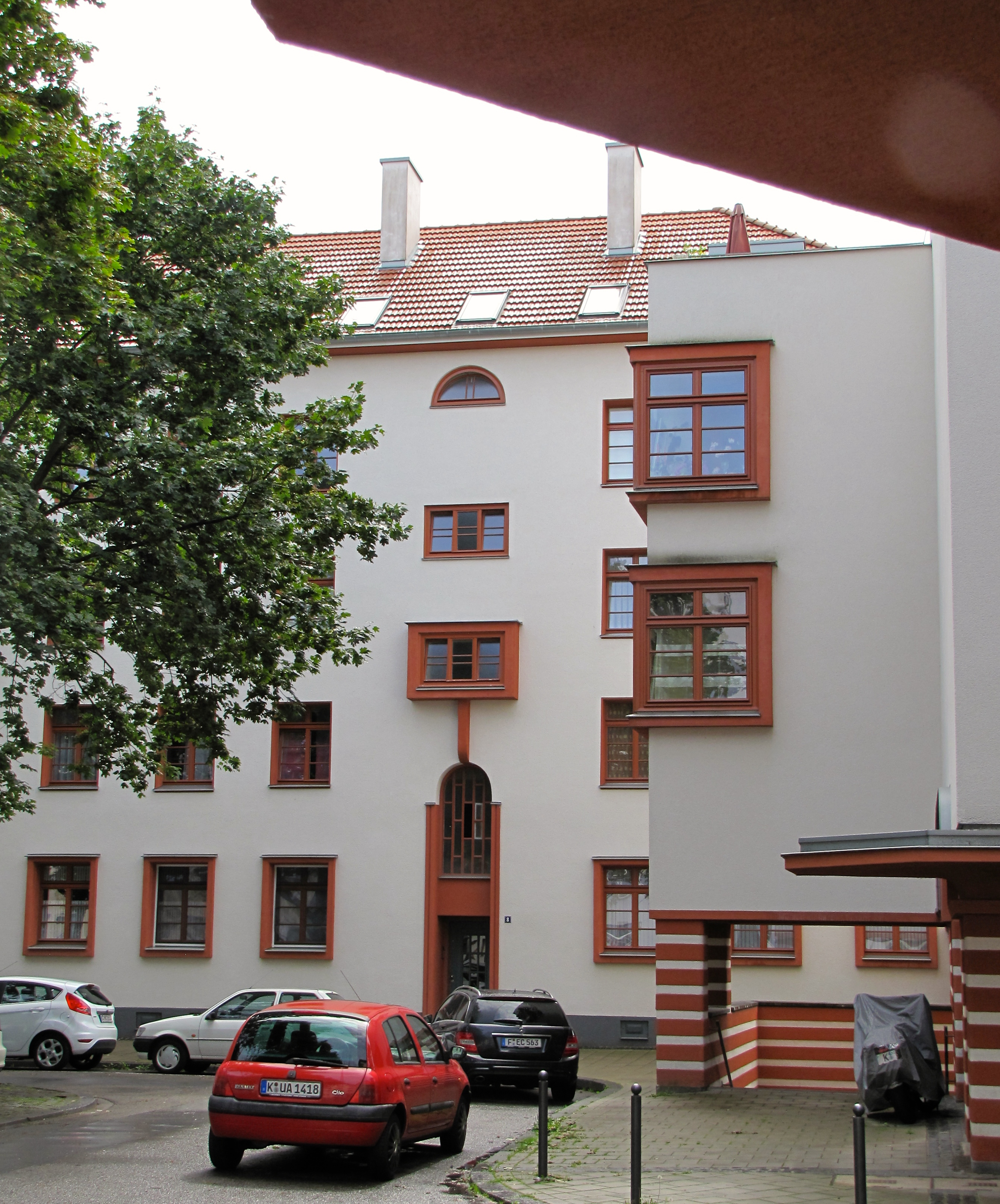
Naumannsiedlung in Köln-Riehl

## Auszeichnungen
- 2008 Deutscher Bauherrenpreis in der Kategorie Neubau: besondere Anerkennung für sein Abriss-Neubauprojekt Vitalishöfe (430 Wohnungen Äußere Kanalstraße/Vogelsanger Straße Köln-Bickendorf, Büro Luczak Architekten)
- 2010 Deutscher Bauherrenpreis: für die Sanierung der denkmalgeschützten Wohnanlagen Blauer Hof von Wilhelm Riphahn und Caspar Maria Grod in Köln-Buchforst sowie der Germaniasiedlung in Köln-Höhenberg